# Mario Eusebio Mestril Vega
Mario Eusebio Mestril Vega (Nuevitas, 5 de marzo de 1940) es un religioso católico cubano.

## Biografía
Cuando era joven descubrió su vocación religiosa y decidió ingresar en el seminario diocesano, en el que realizó su formación eclesiástica, filosófica y teológica.
Finalmente fue ordenado sacerdote el día 4 de agosto de 1964 y tras su ordenación, comenzó a ejercer su ministerio en su diócesis natal.
Al cabo de los años en su tarea pastoral, el 16 de noviembre de 1991 ya ascendió al episcopado, cuando Su Santidad el Papa Juan Pablo II lo nombró como Obispo titular de la Diócesis de Cediae y Obispo auxiliar de la Arquidiócesis de Camagüey.
Recibió la consagración episcopal el 9 de febrero de 1992, a manos del entonces Obispo de Camagüey Mons. Adolfo Rodríguez Herrera y de sus co-consagrantes: el entonces Nuncio Apostólico en el país Mons. Faustino Sainz y el entonces Arzobispo de Santiago de Cuba Mons. Pedro Meurice.
Actualmente desde el día 2 de febrero de 1996, es el primer obispo en la historia de la Diócesis de Ciego de Ávila.